# エトビコ
エトビコ（英語：Etobicoke、発音：[əˈtoʊbəˌkoʊ]）はカナダのオンタリオ州南部に位置するトロントの一地区。南はオンタリオ湖と、東はハンバー川（Humber River）、西はミシサガ市、北はボーン市と接している。トロント市へ合併後、2016年統計で地区の人口はおよそ36万人。

## 歴史
1615年頃、ヨーロッパ人で最初にこの地を訪れたのはフランス人探検家エティエンヌ・ブリューレ（Étienne Brûlé）だと考えられている。
「"Etobicoke"」の名はミシサガの言葉で「野生の黒いハンノキが育つところ」を意味する「wah-do-be-kang（wadoopikaang）」から来ている。これはエトビコ・クリーク（Etobicoke Creek）とハンバー川の間の土地の特徴を表すのに使われていた。州の土地を最初に調査した測量士オーガスタス・ジョンズもまた「"ato-be-coake"」と綴っていた。1796年、公式に現在の名称である「エトビコ」として採用された。
1850年にタウンシップとして設立され、1954年に新しい上層の行政体「メトロポリタン・トロント」の傘下に組み入れられた。1967年にエトビコは周辺の市町村であったロングブランチ（Long Branch）、ニュートロント（New Toronto）、ミミコ（Mimico）を併合して、メトロポリタン・トロント行政区の市制（borough）となった。1984年に再編成され、市制（city）が敷かれた。
1998年、エトビコを含む6つの都市とメトロポリタン・トロントの行政が統合され、新しくトロント市が誕生した。

## 地理
大きな工業団地が広がっていることからトロント市内6つの地区では最も人口密度が低い。主な高速道路がいくつも走っており、自動車をベースとした交通網が発達している。公共交通機関の路線網はトロント市内中心部ほど十分には行き届いておらず、地下鉄や鉄道への乗り継ぎも限られている。
トロントの通りの並びとは一致しない例外がエトビコでは数多くあり、一例としてブロア通り/キプリング通り/ダンダス通り（Bloor St. West/Kipling Ave./Dundas St. West）の交差が知られる。このため、変則の並びになっている通りを調整する努力が行われている。
公園が数多くあり、ハンバー川の浅瀬にあるジェームズ・ガーデンズが特に知られる。この公園には季節の花壇や歩道、岩石庭園、小川、滝などがある。結婚写真を撮影する場所としても人気がある。また、オンタリオ湖岸にあるハンバー湾公園（）の大部分はエトビコ内にある。
エトビコ中央から南部は都市の中心部に近く公共交通機関も比較的広く行き渡っている。マークランドウッド（Markland Wood）やキングスウェイ（The Kingsway）、ニュートロント（New Toronto）の地区は緑地が多くあり、公園、ゴルフコース、レストラン、カフェ、ブティック系の小売店なども多くある。また、住宅の大部分は核家族で構成されている。キングスウェイ・サウス地区（Kingsway South）は多くの裕福な個人や家族を惹きつけており、2001年度の統計データでは同地区の50%の世帯で年間所得10万カナダドルを超えるとされる。地下鉄の路線より北部のエトビコ中央部は一般的に中産階級が多い。
エトビコ北部のレクスデール地区（Rexdale）などは1960年代に自動車社会に合わせてインフラが整備された場所で、荒廃した古いエリアになっている。飾り気のない簡素な地域が大部分を占めており、木々が少なくコンクリートに覆われた場所が多い。このため、土地の価格が低いことから貧困層が集中しており、犯罪率が高い場所となっている。また、これらの北部や中部には高層アパートが数多くある。
そのほかに、エトビコ内にはウッドバイン競馬場や市内4位の店舗面積をもつショッピングモール「シャーウェイ・ガーデンズ」（Sherway Gardens）がある。

## 教育
エトビコの公立学校はトロント学区委員会（Toronto District School Board）の管轄下にあり、カトリック系の学校はトロント・カトリック学区委員会（Toronto Catholic District School Board）の管理下にある。

### 高等教育機関
- ゲルフ・ハンバー大学 （University of Guelph-Humber）
- ハンバー・カレッジ （Humber College）

## スポーツ
エトビコにはクリケットやサッカー、オージーフットボール、リンゲット（Ringette）、アイスホッケーなどリーグに所属するチームがある。

## エトビコ出身の著名人
- スティーヴン・ハーパー （カナダ首相）
- キャサリン・オハラ （女優）
- キアヌ・リーブス （男優）
- ポール・スタルテリ （サッカー選手）
- キーファー・サザーランド （男優）
- ケン・ドライデン （ホッケー選手）
- ほか